# Кривая Гора
 Кривая Гора  — деревня в Лесном муниципальном округе Тверской области.

## География
Находится в северо-восточной части Тверской области на расстоянии приблизительно 17 км по прямой на северо-восток по прямой от районного центра села Лесного.

## История
Деревня уже была отмечена на карте 1825 года, на карте Менде в ней отмечено было 8 дворов). До 2019 года входила в состав ныне упразднённого Бохтовского сельского поселения.

## Население
Численность населения: 49 (русские 98 %) в 2002 году, 33 в 2010.